# Heliconius hydara
Heliconius hydara är en fjärilsart som beskrevs av William Chapman Hewitson 1867. Heliconius hydara ingår i släktet Heliconius och familjen praktfjärilar. Inga underarter finns listade i Catalogue of Life.